# H반

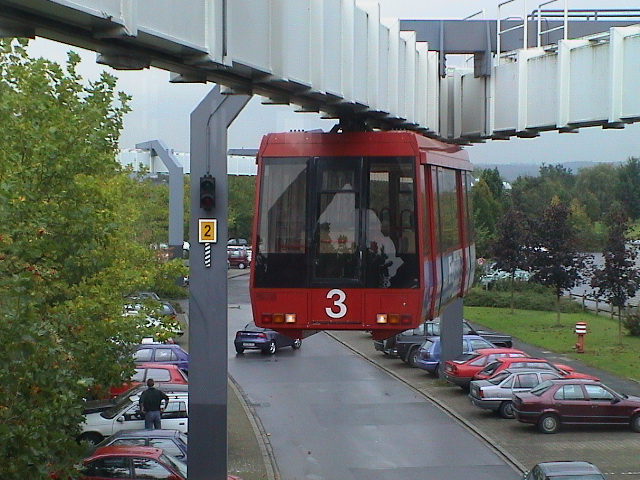
도르트문트의 H-반

H-반(H-Bahn)은 현수형 승용 모노레일 시스템이다. 이 시스템에 대한 개발 프로젝트의 이름은 SIPEM이며, 개발은 지멘스 AG에서 하였다. SIPEM은 "SIemens PEople Mover"을 의미한다. SIPEM은 독일 도르트문트의 "H-반(H-Bahn)"과 뒤셀도르프 국제공항의 "스카이트레인(Skytrain)"으로서 실용화되고있다. "H-반"의 "H"는 독일어로 "행게(hänge)", 즉 "매달려있다"를 의미한다. SIPEM은 자동 운전 시스템을 갖추고 있어 컨트롤 센터에서 운행이 통제되고 있다.
2011년 이래로 에어 트레인 인터내셔널(Air Train International)은 중국에서 시스템을 홍보해 왔으며 2013년 5월 현재 상하이와 원저우에 노선을 건설할 계획이 있다. 다른 많은 중국 도시들도 이 시스템을 연구하고 있다.

## 상세 기술

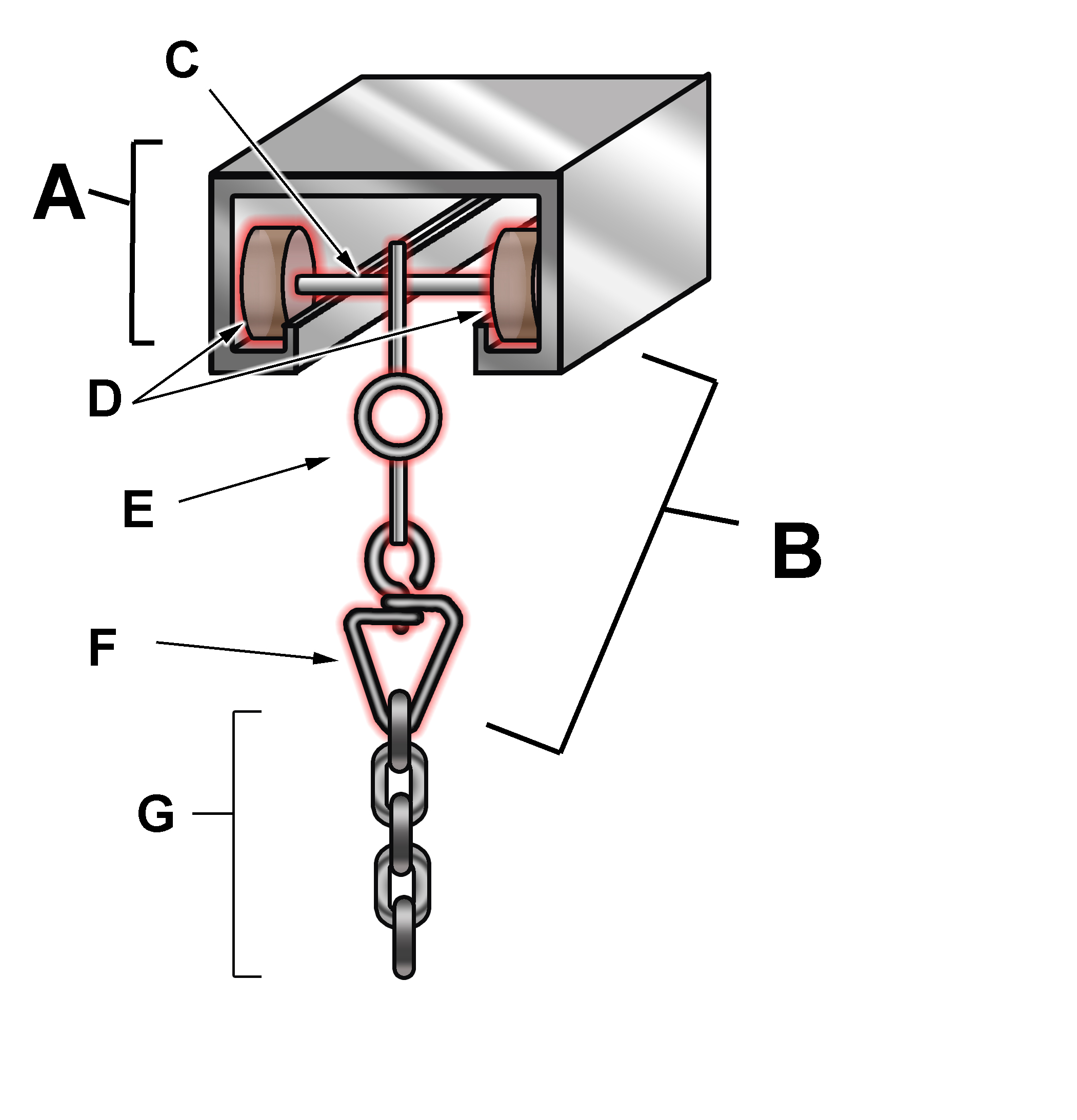
아래쪽으로 뚫린 공동(空洞) 레일이 있는 가이드웨이의 구조. 커튼 레일 형태로 내부에 내부 롤러 2개가 설치되어 있다.

객실은 중앙에서 제어되며 운전자가 필요하지 않다. 이 시스템은 일정 또는 주문형으로 작동할 수 있으므로 승객은 엘리베이터와 마찬가지로 버튼을 눌러 차량을 부를 수 있다. 최대 속도는 50 km/h이다. 시스템은 캐리어 내의 스위치 시스템에 의해 분기를 허용한다.

### 현수식 장치 및 추진력
캐리어는 아래쪽에 슬릿이 있는 빈 직사각형 상자 거더로, 객차는 주행 장치에 매달려 있으며, 두 개의 차축은 양쪽에 고무 차륜이 장착된 하중을 운반하여 서스펜션과 추진력을 제공한다. 2개의 휠이 캐리어 박스의 내부 측벽의 상부 및 하부를 따라 수평으로 가리켜 수평 안내를 제공한다. 따라서 "모노레일" 시스템이라는 명칭이 단 한 축의 현수식이라 것에서 모호한 의미가 된다.
400V 3상 전류는 측벽의 4개의 도체에서 취한다. 그 중 케이블은 열차와 제어센터 간의 지속적인 무선 데이터 연결을 제공한다.
매달려있는 객차와 고정 시스템 사이의 모든 접촉은 요소로부터 보호된 캐리어 박스의 내부에 있다. 이러한 의미에서 SIPEM 현수식 시스템은 이전 SAFEGE 시스템(프랑스에서 개발되었고 일본의 두 네트워크(쇼난 모노레일, 지바 도시 모노레일)에서 사용됨)에서 사용된 시스템과 비슷하지만, 서스펜션을 위한 오픈 슬릿과 캐리어 박스 모두 훨씬 좁다.
객차는 캐리어 거더에 동봉된 2대의 전동대차 아래에 매달려있다. 각 대차에는 2개의 31 kW 전동기가 장착되어있어 124 kW의 최대 동력을 제공한다.
각 주행 장치에는 2개의 전동기가 장착되어 있으며, 이 전동기는 전기자 회로를 통해 병렬로 연결된다. (반곡극이 있는 4극 타려(他勵) 직류기기)
| 작동 전압                                | 3 x 400 V, 50 Hz   |
| 전동기의 정격 전력                       | 4 x 31,5 kW        |
| 분당 회전 범위                           | 0..3290 rpm        |
| 정격 회전력                              | 90 Nm              |
| 정격 추진력                              | 8,4 kN             |
| 최대 추진력                              | 16,8 kN            |
| 일반 가속                                | 1 m/s²             |
| 일반 감속                                | 1 m/s²             |
| 비상 감속                                | > 1,5 m/s²         |
| 정격 속도                                | 13,9 m/s (50 km/h) |
| 위치결정 정확도                          | ± 3 cm             |
| 소음 수준 (25 m 거리에서 50 km/h로 측정) | < 65 dB/A          |

### 객차
각 객차는 길이 8.232m (연결기 포함 9.20m), 폭 2.244m, 높이 2.623m이다. 실내 높이는 입석 승객에 맞춘 2.003m이다. 양쪽에는 두 개의 1.350m 너비의 자동 미닫이 출입문이 있다. 뒤셀도르프 공항용 객차는 15인 및 32인용 공간을 제공하는 반면, 도르트문트 객차는 29명을 수용할 수 있는 16좌석 및 입석 칸을 제공한다.
객차칸 당 무게는 4,955 kg이다. 완성차의 무게는 8,455 kg이며, 대차 중량은 각각 1,750 kg이다. 최대 4,923 kg의 하중을 견딜 수 있으며 최대 총 중량은 13,378 kg이다.

### 전환
전환은 수평 안내륜(guiding wheels)의 도움으로 이루어지며, 객차의 공통 부분 양쪽에 있는 짧은 날이 적재함과 같은 너비의 관으로 왼쪽 또는 오른쪽으로 전환하는 반면, 두개의 분기점 사이의 긴 날은 오른쪽 또는 왼쪽으로 전환하여 의도한 방향으로 좌우통행을 제공한다.

## 역사
1973년에 연방 정부는 이 시스템의 연구 및 판촉에 2200만 마르크 (11,250,000 유로)을 지원했다. 시험 노선은 1975년 7월 21일 뒤셀도르프에서 한스 마트호퍼(Hans Matthoefer) 교통부 장관에 의해 180m의 길이로 개통했다. 1976년 이 시스템은 1.5km로 연장되었다.

## 노선정보

### 도르트문트

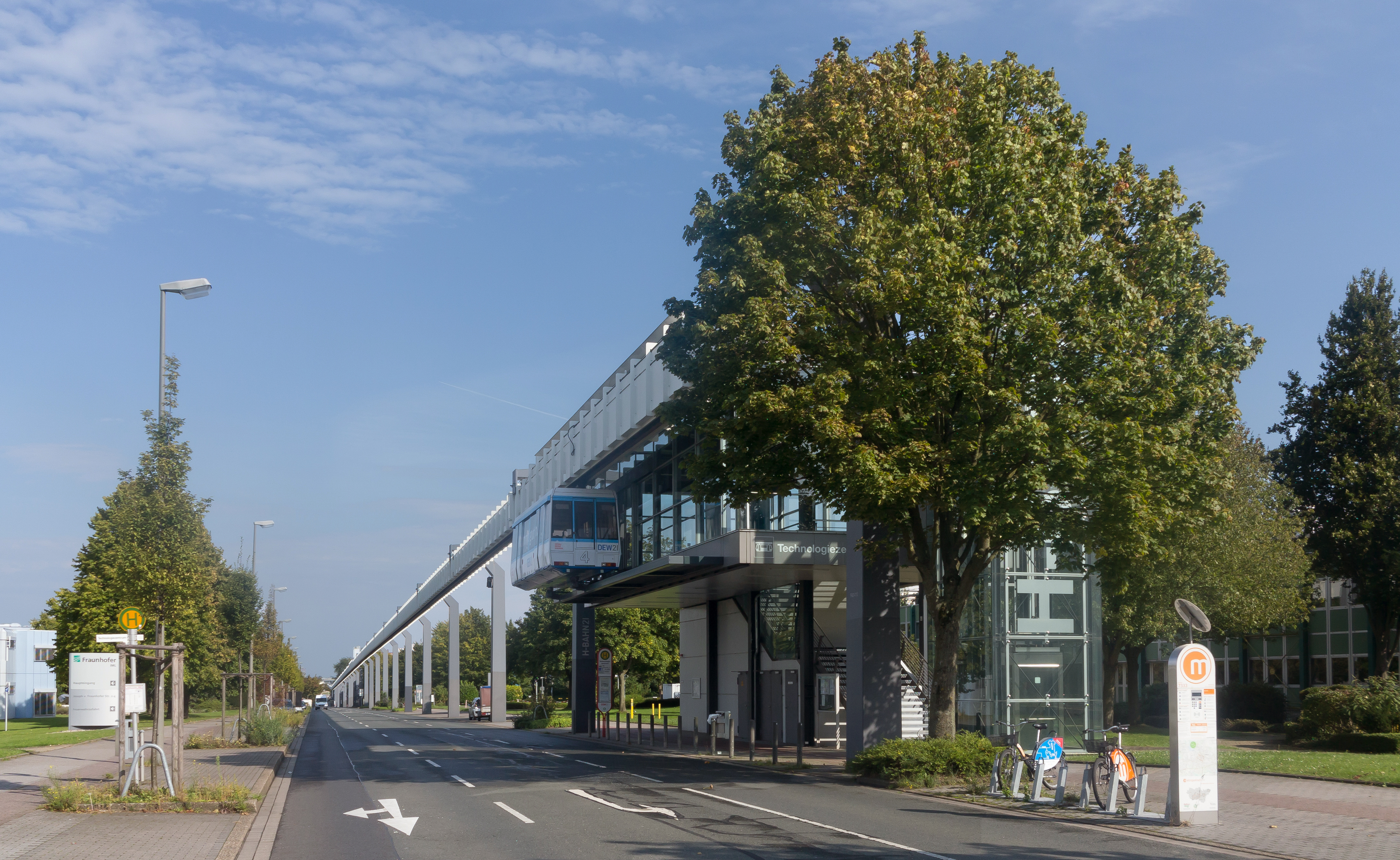
H-반 기술중심가 정류장

1984년부터 도르트문트 대학교(Universität Dortmund)에서 처음으로 공적 자금으로 운영되는 고가 철도는 처음에는 북쪽과 남쪽의 캠퍼스를 단선으로 연결했다. 그러나, 많은 역에는 열차가 서로 교차 통과 할 수 있는 궤도가 갖춰졌으며 2개의 상대식 승강장으로 되어 있다.
이 노선은 하인츠 리젠후버(Heinz Riesenhuber) 박사를 통해 1984년 5월 2일에 개통했고,1.05 킬로미터 (0.65 mi)의 궤도와 2대의 열차로 구성되었다. 비용은 대략 DM 24,000,000 (€ 12,270,000)이었으며, 이 중 75%는 독일 연방 정부, 20%는 노르트라인-베스트팔렌 주, 5%는 도르트문트 시에서 기금을 지원 받았다.
지지 기둥 사이의 가장 긴 스팬은 38.5 m로, 두 개의 캠퍼스를 이등분하는 대학 도로를 가로 지른다. 길 건너편의 H-반은 지상에서 약 16 m의 최대 높이로 자연 보호 구역을 통과한다. 승객이 역에서 선로에 접근하는 것을 방지하기 위해 승강장과 선로 사이에 밀폐형 스크린도어가 있다. 차량이 역에 도착하자마자 열차 출입문과 함께 스크린도어의 문이 자동으로 열린다.
1993년, 3년의 공사 기간을 거쳐 새로운 900m의 지선이 두 개의 새로운 역과 함께 개통했다. 하나는 에이흘링호펜(Eichlinghofen)에 있고 다른 하나는 도르트문트 대학 S반 역에 있다. 이 건설에는 독일에서 최초로 고려된 기술이 포함되었다. 기존의 시스템은 개조되었고 3 cm 이내에 훨씬 더 높은 정밀도로 열차의 위치를 결정할 수 있는 기술을 갖추고 있다. 이러한 변화는 더 빠른 속도를 가능하게했으며, 이제는 열차가 서로를 더 가깝게 따라갈 수 있다. 지멘스는 3대의 새로운 객차를 공급했다. 가까운 기술중심가(Technologiezentrum)로의 연장은 2003년 12월 19일에 시작되었다. 즉, 이 최종1.2 km (0.75 mi) 연장을 포함하는 현재 네트워크는 3.162km 길이이다. 이 구간의 건설 비용은 € 15,500,000이다.
1호선은 기술중심가와 에이흘링호펜 사이에서 운행되며, 10분마다 객차가 도착하며 대학과 S반 정류장에서 정차한다. 도르트문트 도심부와 보훔(Bochum)까지 매 20분마다 연결된다. 두 대의 열차가 1호선을 운행한다.
2호선은 대학의 남북 캠퍼스 사이의 기존 노선이며 세 대의 열차가 운행한다. 예비의 제4 열차가 유지 보수 수단으로 이용이 가능하다.
H-반 네트워크에 대한 아래의 추가 연장이 고려되었지만, 비용이 효율적이지 않았다.
- 대학과 도르트문트 중앙 버스 및 기차역 사이.
- 대학에서 동쪽으로, 도르트문트 도심의 남동쪽 메르키셰 가(Märkischen Straße)까지.

### 뒤셀도르프

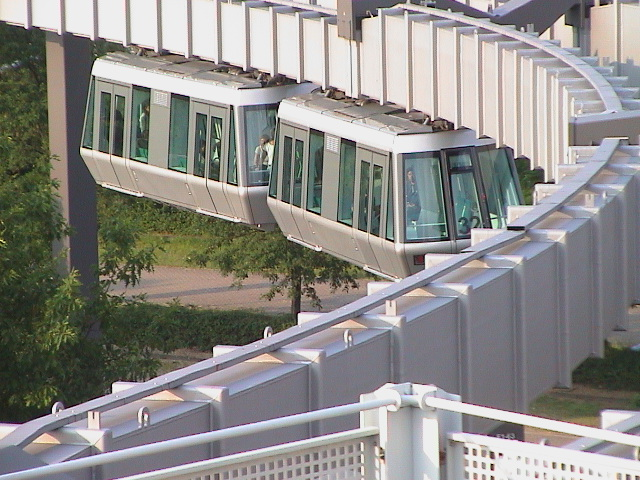
뒤셀도르프 국제공항 역에서의 스카이트레인

거의 동일한 모노레일 시스템인 "스카이트레인(SkyTrain)"은 뒤셀도르프 공항의 승객 운송 수단이다. 시스템은 각 터미널 C 및 터미널 A+B의 역을 장기 주차 시설 및 장거리 열차역과 복선을 통해 연결한다.
건설은 1996년 11월에 시작되었다. 우선 철도역과 터미널 A/B 사이 구간이 가동되었다. 이 구간은 길이가 2.5km이고 경사가 최대 4%이다. 마지막으로 약 250미터 길이의 "터미널 C" 구간이 터미널 완공과 함께 약 1년 6개월 만에 문을 열었다. 건설 비용은 약 1억 5천만 유로에 달했으며 그 중 공항 당국이 부과한 비용은 3천 5백만 유로이다. 건설 비용의 62%가 보조금으로 제공되었다.
선로에서 길이가 18.4 미터, 너비가 2.56 미터인 2량 연결 캐빈으로, 최대 6대가 운행되고 400 V의 전압으로 운행한다. 각 2량 편성 차량에는 30개의 좌석이 있고, 최대 64명의 입석이 가능하다. 3분 간격으로 열차는 3:45부터 0:45까지 시간당 2,000명의 승객을 태운다. 경로는 7분 안에 평균 21 km/h의 운행 속도로 횡단되며, 최대 속도는 50km/h이다.
초기 단계에서 철도는 안전 시스템의 민감한 설계에 몇 가지 문제점을 가지고 있었는데, 이는 선로에서 이유없이 긴급 제동을 초래하기도 했다. 이로 인해 작업이 단계적으로 진행되었고, 또 셔틀 버스가 운행되었다. 2005년 10월 31일부터 12월 4일까지 주선로에서 작업이 진행되었다.
2006년 1월 10일 승객이 차에 2시간 이상 갇힌 또 다른 고장이 발생하자 운행을 일시 중단했다. 2006년 1월에서 9월 16일까지 스카이트레인은 다시한번 선로 지원과 함께 재정비한 차량의 시스템 통합을 위해 운행 중단했다. 지멘스 TS는 이 기간 동안 필요해진 철도 운송 비용 교체를 담당했다. 2006년 9월 16일, 제어 장비와 차량을 재설계한 후 잠정적으로 운행을 재개했으며, 정류장에서의 운영을 가속화하고, 운영 관리를 최적화함으로써 쾌적함, 고속 및 여객 수송 능력을 향상시켰다.
잠정적인 운행재개 후 4일 후에 열차는 2006년 9월 20일에 다시 운행 중단했으며, 20명의 승객은 46분 후에 차량에서 나올수 있었다.
2006년 12월 7일, 공항에서 스카이트레인이 마침내 허용되었다. 공항에 따르면, 시스템의 가용성은 수용하기 전에 99% 이상인 것으로 입증되었다. 지멘스는 시스템 사업자로 남아있으며, 25년의 보증 기간 동안 철도의 추가 고장에 대한 책임이 있다.
네트워크 사업자는 건설하는 동안 전시 센터와 에스프리 아레나으로 연장할 것을 밝혔다.
정거장은 독일어와 영어로 방송한다.

## 같이 보기
- 모노레일
- 부퍼탈 슈베베반
- 스카이버스 메트로
- SAFEGE